# Amorti (baseball)
Pour la notion dans d'autres sports, voir Amorti.

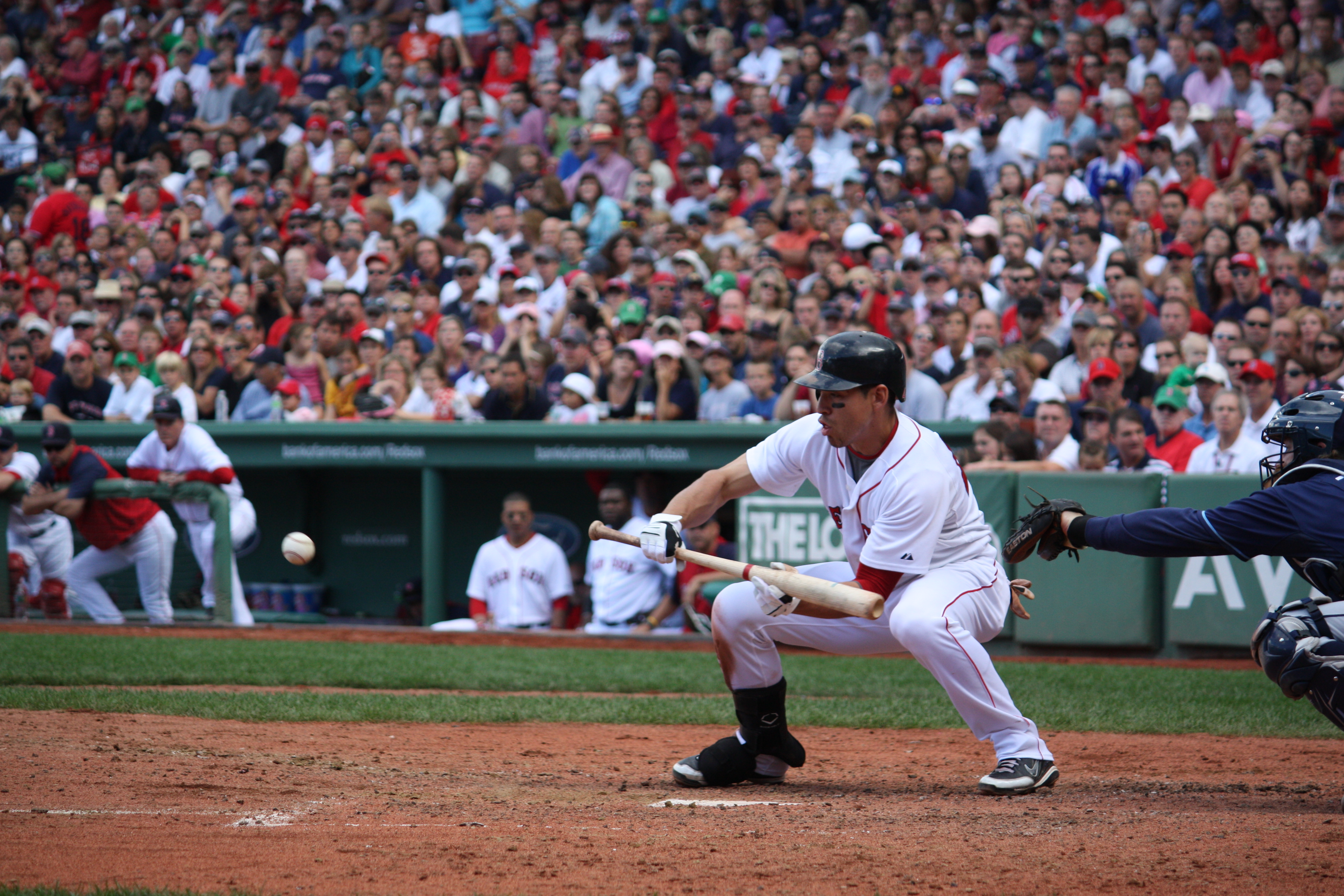
Jacoby Ellsbury en position pour déposer un amorti.

Au baseball, un amorti, aussi appelé amorti-sacrifice (ou parfois « coup sacrifice ») est une action réalisée par un frappeur, qui « sacrifie » délibérément son tour au bâton en se laissant retirer facilement dans le but stratégique de faire avancer un ou des coureurs sur les buts. 
Le frappeur tient son bâton de façon particulière, par ses deux extrémités, et rabat la balle vers le sol pour la faire bondir. Il peut arriver qu'un frappeur adopte la position normale du joueur au bâton, pour déplacer sa batte en position d'amorti après que le lancer a été décoché par le lanceur, prenant ainsi l'équipe adverse par surprise. Cette technique doit cependant être effectuée très rapidement pour obtenir du succès. 
On abrège parfois le terme « amorti-sacrifice » par « sacrifice », mais cette utilisation peut causer la confusion avec un autre terme : ballon-sacrifice (voir plus bas).

## Utilité

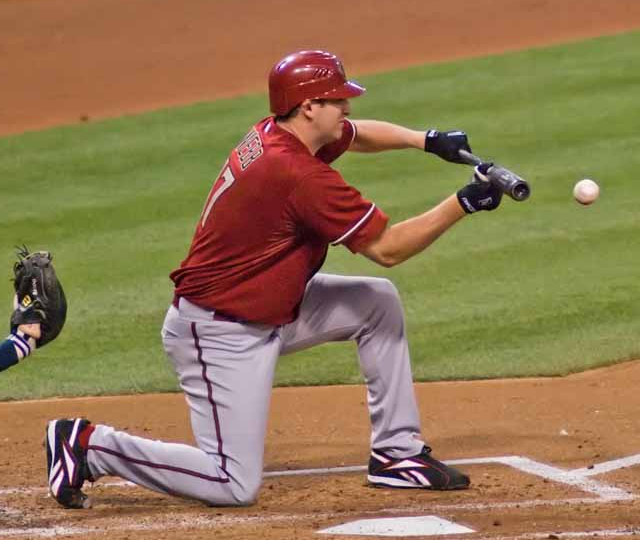
La balle arrive sur le bâton de Brandon Webb, qui va déposer l'amorti.

L'amorti-sacrifice est employé lorsqu'il y a un ou plusieurs coureurs sur les sentiers, pour leur permettre d'avancer d'un but. La trajectoire appliquée à la balle amortie, qui bondit généralement quelques mètres devant le frappeur, se solde invariablement par le retrait du joueur au bâton, qui sacrifie donc sa présence au bâton pour améliorer les chances de son équipe de marquer éventuellement un point dans cette manche. 
L'amorti est très souvent utilisé par les lanceurs, qui ne sont en général pas réputés pour exceller au bâton. Mais la stratégie peut être employée de façon moins prévisible par n'importe quel frappeur, à n'importe quel moment, sauf lorsqu'il y a deux retraits puisque le sacrifice du joueur causerait le troisième et dernier retrait de la manche.
Faire avancer un frappeur du premier au deuxième but à la faveur d'un amorti peut également permettre à l'équipe en attaque d'éviter de subir 2 retraits d'un coup dans un double-jeu.
Il peut arriver en de rares occasions qu'un joueur atteigne quand même sauf les sentiers, malgré une tentative d'amorti. On le créditera alors d'un coup sûr, ou l'équipe en défensive se verra marquée d'une erreur, mais le cas échéant le terme « amorti » n'apparaîtra pas à la feuille de pointage, puisque le fait que le frappeur n'ait pas été retiré ne peut être considéré comme un « sacrifice ».

## Risques
Un des risques de l'amorti est de déposer la balle hors-jeu. Lorsque cela se produit, l'arbitre au marbre enregistre une prise contre le frappeur, même lorsqu'il y a déjà deux prises contre lui. Contrairement aux fausses balles habituelles, un amorti qui tombe hors-jeu peut compter pour une troisième et dernière prise, causant le retrait du frappeur sur trois prises.

## Ballon-sacrifice
Un ballon-sacrifice est une balle frappée en hauteur, au champ extérieur, qui cause le retrait du frappeur lorsque la balle est attrapée par un joueur en défensive, mais qui permet à un coureur d'avancer du deuxième au troisième but, ou alors du troisième but jusqu'au marbre, marquant ainsi un point et octroyant au frappeur un point produit.
Lorsqu'un ballon-sacrifice est frappé, le coureur doit rester sur le coussin où il se trouve et attendre que la balle soit attrapée par le joueur en défensive avant d'entreprendre sa course vers le coussin suivant. Si le relais du joueur en défensive devance le coureur à la base suivante, le frappeur ne se voit pas crédité de ballon-sacrifice et l'équipe en défensive obtient un double-jeu.